# Nathan Aké
Nathan Benjamin Aké (* 18. Februar 1995 in Den Haag) ist ein niederländisch-ivorischer Fußballspieler. Der Verteidiger steht in England bei Manchester City unter Vertrag und ist niederländischer Nationalspieler.

## Karriere

### Verein
Aké wurde in Den Haag geboren und wuchs im Vorort Leidschendam-Voorburg auf. Durch seinen Vater Moise besitzt er auch die ivorische Staatsbürgerschaft. Er begann mit neun Jahren beim örtlichen Klub ADO Den Haag mit dem Fußballspielen. Mit 15 Jahren wechselte Aké nach Rotterdam, wo er in der Jugend von Feyenoord aufgenommen wurde. Mit der U17 des Klubs wurde er B-Jugend-Meister.
Im Januar 2011 wechselte er zum FC Chelsea. Beim Klub aus London kam Aké zunächst in der Jugend zum Einsatz, u. a. in der NextGen Series und der UEFA Youth League. Am 26. Dezember 2012 debütierte Aké in der Premier League, als er beim 1:0-Auswärtssieg gegen Norwich City von Trainer Rafael Benítez in der Nachspielzeit für Juan Mata eingewechselt wurde. Er zählte ebenfalls zum Kader, der in der Saison 2012/13 die Europa League gewann und spielte in diesem Wettbewerb zweimal für das Team. In der Saison 2013/14 kam Aké ebenfalls jeweils zu einem Premier-League-Einsatz; ansonsten sammelte der Abwehrspieler weiter in der U19, die er als Kapitän anführte, Spielpraxis.
In der Saison 2014/15 kam Aké unter dem neuen Trainer José Mourinho zunächst nur zu einigen Einsätzen im FA und League Cup. Am 25. März 2015 wurde er für einen Monat an den FC Reading ausgeliehen. Für die Royals kam er während dieser Zeit zu fünf Startelfeinsätzen in der zweitklassigen Football League Championship. Anschließend kehrte Aké zum FC Chelsea zurück, kam dort noch auf einen Premier-League-Einsatz und saß beim Gewinn des Ligapokals auf der Ersatzbank. Er gewann mit dem Team zwar darüber hinaus auch den Landesmeistertitel, erhielt jedoch keine Siegermedaille, da er nicht mindestens fünf Ligaspiele absolviert hatte.
Am 14. August 2015 verlängerte der Niederländer seinen Vertrag beim FC Chelsea bis zum 30. Juni 2020 und wechselte bis zum Ende der Saison 2015/16 auf Leihbasis zum Aufsteiger FC Watford. Bei den Hornets rückte Akè von der Innenverteidigung auf die linke defensive Außenbahn und stand häufig von Beginn an auf dem Feld. Im FA Cup gelangte er mit Watford bis ins Halbfinale, in der Liga landete man im Tabellenmittelfeld. Das nächste Halbjahr verbrachte der Verteidiger beim AFC Bournemouth, den er aber zur Rückrunde wieder in Richtung seines Stammvereins Chelsea verließ, mit dem er erneut Meister wurde, ohne jedoch die Mindestanzahl an Einsätzen vorzuweisen.
Ohne Chance, an den Nationalspielern Andreas Christensen und Antonio Rüdiger in der Innenverteidigung vorbeizukommen, kehrte Aké im Sommer 2017 nach Bournemouth, das ihn schließlich für 20 Mio. Pfund fest verpflichtet hatte, zurück. Dort spielte sich der Niederländer im Defensivverbund fest und spielte in der Folge in allen Ligapartien von Beginn an. Lediglich im Winter 2019 sowie im Frühjahr 2020 verpasste Aké verletzungsbedingt einige Pflichtspiele. Nur drei Teams kassierten noch mehr Gegentore als Bournemouth, als 18. stand zur Saison 2020/21 der Gang in die zweitklassige Championship an.
Anfang August 2020 wechselte der Verteidiger zum Premier-League-Vizemeister Manchester City, der ihn mit einem bis Juni 2025 gültigen Vertrag ausstattete. Dort wurde er in der Saison 2020/21 mit acht Einsätzen englischer Meister und gewann mit einem Einsatz den EFL Cup.
Im Sommer 2023 hat er seinen Vertrag in Manchester vorzeitig bis 2027 verlängert.

### Nationalmannschaft
2011 und 2012 gewann Aké mit der niederländischen U17 den Europameistertitel. Beim Gewinn 2012 führte Aké sein Team als Kapitän an und wurde in die Mannschaft des Turniers gewählt. 2011 kam er zudem beim Vorrunden-Aus bei der U17-WM in Mexiko in allen drei Gruppenspielen als Einwechselspieler zum Einsatz.
Bei einem Freundschaftsspiel gegen Marokko stand Aké als Linksverteidiger unter Bondscoach Fred Grim im Mai 2017 erstmals für die A-Auswahl seines Landes auf dem Platz. Sein erstes Länderspiel-Tor erzielte er im 1:1-Unentschieden gegen Italien am 4. Juni 2018. Während er bei der Fußball-Europameisterschaft 2021 noch als Ersatzspieler (mit Einwechslungen in den Gruppenspielen gegen Ukraine und Österreich) fungierte, nahm er sowohl an der Fußball-WM 2022 (mit Erreichung des Viertelfinals) als auch an der EM 2024 (mit Erreichung des Halbfinals) in Deutschland als Stammspieler teil und absolvierte jeweils alle Spiele seines Teams.

## Titel

### Vereine
International
- Champions-League-Sieger: 2023
- Europa-League-Sieger: 2013
- Klub-Weltmeister: 2023
- UEFA-Super-Cup-Sieger: 2023

England
- Meister (4): 2021, 2022, 2023, 2024
- Pokalsieger: 2023
- Ligapokalsieger (2): 2015 (FC Chelsea), 2021 (Manchester City)
- Supercupsieger: 2024

### Nationalmannschaft
- U17-Europameister: 2011, 2012